# غابات كنعان
غابات كنعان هي غابات عراقية تقع في محافظة ديالى شرق العراق

## نبذة
تغطي مساحات خضراء كبيرة تقريباً 7200 دونم، فيها اشجار أوكالبتوس والسدر، يزورها الشباب والعوائل للتنزه من مناطق مختلفة، ولوفرة الاشجار فيها وبمساحة كبيرة تشعر وكانها متاهه.
أصحاب مناحل العسل من مناطق ديالى المختلفة يغذون نحلهم على الاشجار الموجودة فيها وتحتوي على نهر صغير أيضا، ولكنها فالوقت نفسه تحتاج إلى اهتمام أكثر لانها الحزام الاخضر لحماية بيئة ديالى من التلوث والتصحر.